# Tio de la Porra
El Tio de la Porra és un personatge disfressat amb uniforme militar del segle xix. Tradicional en la Comarca de la Safor i especialment a Gandia, té com a característica principal que crida a la festa acompanyat d'una banda de tambors i caracteritzat amb un gran nas i un gran bigot

## El Personatge
És el personatge més volgut pels gandians, de gran nas i ulleres negres, té una gran significació per als xiquets, ja que els treu de l'escola i els anuncia l'inici de la Fira i Festes. Aquest personatge és tota una institució que s'ha fet habitual en la Fira i Festes de Gandia. Representa un llegendari herald anunciador de les festes. Apareix representat com el cap d'una banda de tambors que, disfressada amb uniformes militars del segle xix, amb ulleres i nassos postissos, recorre els carrers de la ciutat el primer dia de la Fira per a anunciar als quatre vents que han arribat les festes.

## La Tradició
La tradició d'un herald disfressat que anuncia les festes també es representa en altres pobles de la comarca de la Safor com Bellreguard, Ador i Oliva. Però és a Gandia on la tradició està més arrelada, de fet s'han donat els passos perquè s'incloga el personatge en el Catàleg Valencià de Béns Culturals. La ciutat ja l'ha considerat Bé Immaterial de Rellevància Local.
Arran dels estudis publicats pel CEIC Alfons el Vell, que va realitzar l'historiador Josep Joan Coll, va descobrir que la tradició en què es considerava el personatge una sàtira de les tropes napoleòniques és una tergiversació de l'autèntic origen.
Josep Joan Coll aporta proves en què demostra que l'origen del personatge se situa en el Tambor Major de la Milícia Nacional de la capital de la Safor, hereva dels terços espanyols. La seua missió era ser transmissor d'informació entre el govern i les institucions de la Gandia emmurallada del segle xix. Entre les notícies que comunicava estava l'anunci de les festes. A més situa el naixement de les comparses en un episodi ocorregut en la Vella Universitat, el Tambor va acudir per a avisar de l'inici dels festejos i un grup d'alumnes va realitzar una comparsa criticant a l'ajuntament. Aquest és l'origen del Tio de la Porra, el qual, a hores d'ara i des de 1934, recorre els col·legis gandians per a informar que comença la Fira i Festes.